# Aléxandros Papanastasíu
Alexandros Papanastasíu (em grego: Αλέξανδρος Παπαναστασίου; Trípoli, 8 de julho de 1876 – Atenas, 17 de novembro de 1936) foi um político da Grécia. Ocupou o cargo de primeiro-ministro da Grécia.

## Primeiros anos
Papanastasiou nasceu em 8 de julho de 1876 em Tripoli, filho de Panagiotis Papanastasiou, membro do Parlamento e Marigo Rogari-Apostolopoulou. Ele passou parte de sua infância em Calamata (1876-1883) e Pireu (1883-1889). Ele estudou direito na Universidade Nacional e Kapodistrian de Atenas (1895-1898), obtendo seu doutorado em 1899 e uma licença em 1901. De 1901 a 1905, ele estudou ciências sociais, direito e filosofia na Friedrich-Wilhelms-Universität de Berlim e em Heidelberg. Em 1905 vai para Londres, depois para Paris, continuando os estudos até 1907, quando decide regressar à Grécia. Em 1908 com Alexandros Delmouzos fundou a "Sociedade de sociólogos". Ele tentou combinar a atividade política com a pesquisa científica.

## Carreira política

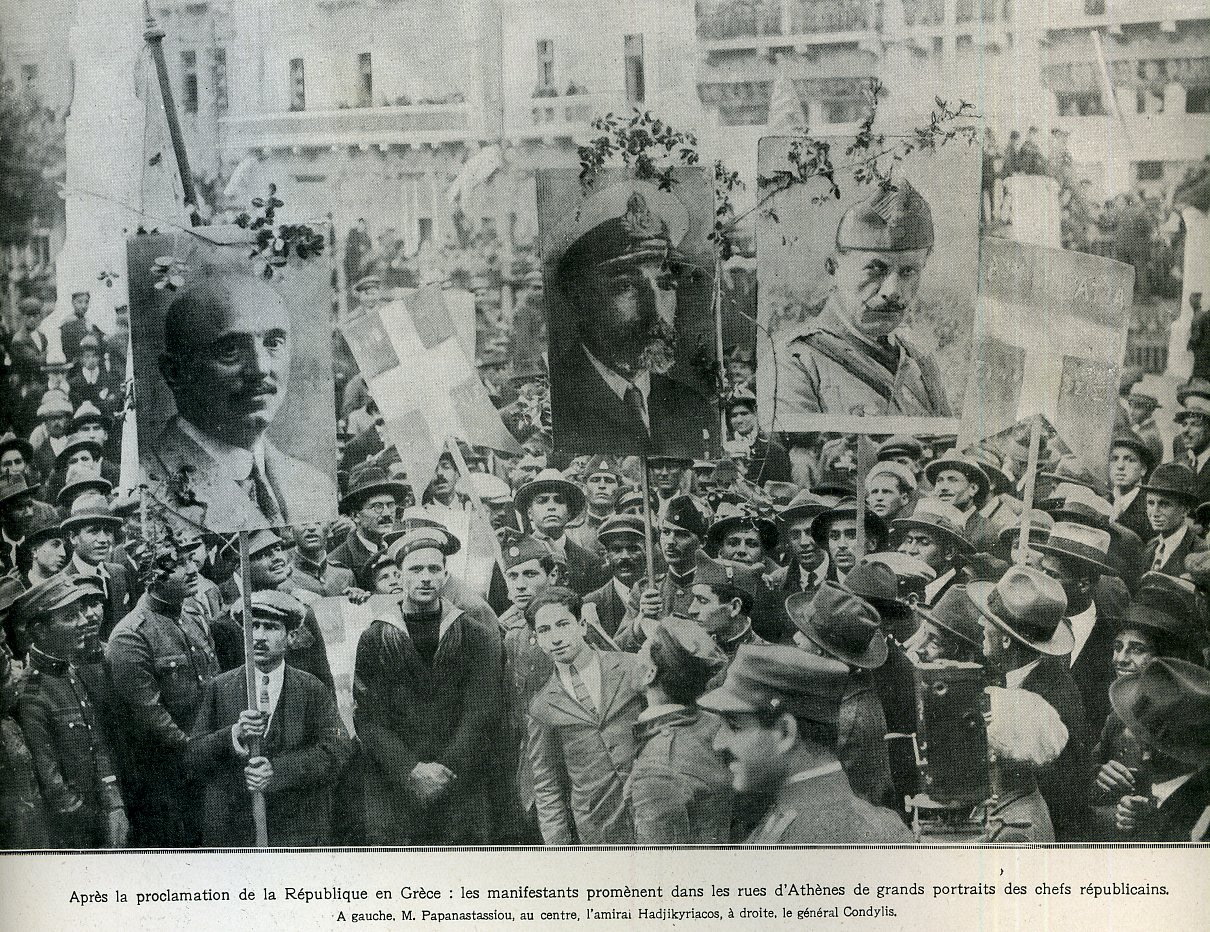
Proclamação da Segunda República Helênica, com multidões segurando cartazes representando Papanastasiou (à esquerda) e outros líderes republicanos.

Em 1910, Papanastasiou foi eleito pela primeira vez para o Parlamento Helênico. Ele lutou pela reforma agrária na Tessália buscando desmantelar as grandes fazendas que existiam lá desde o governo do Império Otomano e redistribuí-las aos fazendeiros locais. Em 1916, juntou-se ao Governo Provisório de Defesa Nacional de Eleftherios Venizelos na Salónica, que pretendia trazer a Grécia ao lado dos Aliados da Primeira Guerra Mundial. Ele foi imediatamente recompensado com o governo das Ilhas Jônicas.
Após a Primeira Guerra Mundial, Papanastasiou participou em vários governos de Venizelos como Ministro dos Transportes, Ministro da Saúde Nacional e Ministro do Interior. Quando Venizelos perdeu as eleições de 1920, ele permaneceu na Grécia e criticou os governos do Partido Popular sob os sucessivos primeiros-ministros Dimitrios Rallis, Nikolaos Kalogeropoulos, Dimitrios Gounaris, Nikolaos Stratos e Petros Protopapadakis por terem lidado mal com a guerra greco-turca de 1919-1922.
Em 1921, junto com outros, ele publicou um documento intitulado Manifesto Republicano / Democrático (Δημοκρατικό Μανιφέστο), que criticava a monarquia, alertando para a destruição futura na Frente Menor da Ásia e, finalmente, convocando Constantino I a renunciar, para que a Grécia sobrevivesse. Ele afirmou que a Grécia foi "a criação do espírito, do trabalho e das lutas de seus filhos. Não é propriedade da realeza e nenhuma parte da Grécia pode ser sacrificada em prol dos interesses pessoais de seu monarca". Pela publicação deste manifesto, Papanastasiou foi preso junto com os outros signatários após um julgamento. Georgios Papandreou foi o seu defensor.
Quando o governo do Partido do Povo ruiu, após o desastre na Ásia Menor, Papanastasiou formou um governo que, por sua insistência, em 25 de março de 1924, proclamou a República. A questão foi submetida a um plebiscito com os eleitores aprovando a abolição da monarquia em 13 de abril de 1924. Durante seu mandato, Papanastasiou também fez propostas para a criação da Universidade de Thessaloniki, o reconhecimento da língua grega comum e demótica, o estabelecimento de centros de educação de adultos, etc. Em 1926, Papanastasiou fundou a União Democrática.
De 1926 a 1928, foi Ministro da Agricultura e contribuiu para a criação do Banco Agrícola da Grécia. Papanastasiou serviu brevemente como primeiro-ministro mais uma vez entre maio e junho de 1932. Em 1936, ele foi colocado em prisão domiciliar pelo governo de Ioannis Metaxas.
Papanastasiou morreu de ataque cardíaco em 17 de novembro de 1936.